# Friedrich Weinhagen
Carl Ludwig Friedrich Weinhagen (* 28. Mai 1804 in Ohrum; † 1877 in London) war ein deutscher Jurist und Politiker.

## Leben
Friedrich Weinhagen war der Sohn eines Pastors. Er studierte von 1823 bis 1825 Rechtswissenschaften an der Universität Göttingen und wurde zum Dr. jur. promoviert. In seiner Studienzeit gehörte er dem Corps Hannovera Göttingen an. Er ließ sich in Hildesheim als Advokat nieder.

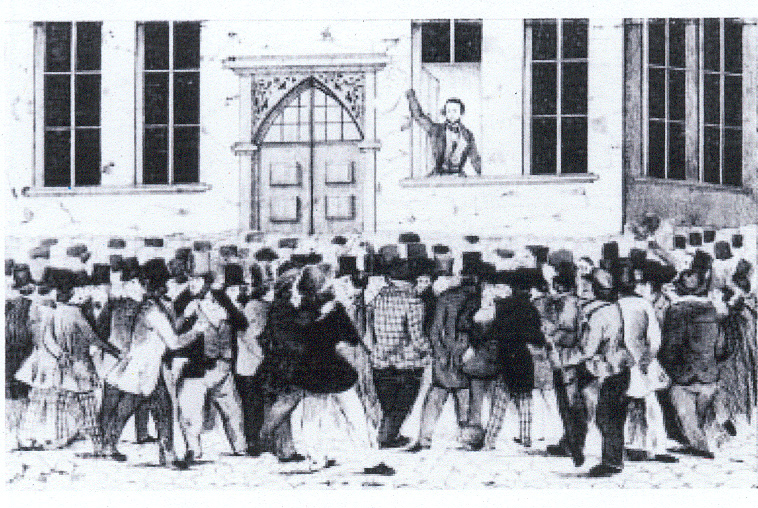
Weinhagen spricht zu den Bürgern von Hildesheim (1848)

Im hannoverschen Verfassungskonflikt und in der Revolution 1848/1849 wurde er in Hildesheim zum Wortführer der Liberalen, die bürgerliche Freiheiten wie Schwurgerichte, die Pressefreiheit und die Meinungsfreiheit im Königreich Hannover begehrten. 1849 war Weinhagen Mitglied der Ständeversammlung des Königreichs Hannover. Seitens der Behörden des Königreichs Hannover wurde er, auch strafrechtlich, auf das schärfste verfolgt und wegen eines Steuerdeliktes auch inhaftiert. Er hatte aus politischen Gründen die Entrichtung von Stempelsteuer verweigert. Mehrere Haftstrafen wegen Beleidigung folgten in der Restaurationszeit. 1867 wanderte er als später Forty-Eighter nach London aus, wo er 1877 starb.

## Stiftung
Die Stadt Hildesheim begründete 1979 zu seinem und seiner Familie Andenken die Friedrich Weinhagen Stiftung als Sammelstiftung bürgerlichen Rechts als Rechtsnachfolgerin einer 1920 von der Familie Weinhagen begründeten Stiftung, in die 21 nicht mehr lebensfähige Altstiftungen eingingen. Diese Stiftung fördert seither maßgeblich das Kulturleben in der Stadt.